# Манастир (Бирда)
Манастир (рум. Mânăstire) је насељено место у општини Бирда, округ Тимиш у Румунији. Налази се на надморској висини од 99 м. У близини места се налази српски православни манастир Свети Ђурађ.

## Историја
По "Румунској енциклопедији" место се први пут помиње 1503. године, када је подигнут манастир. Манастир Свети Ђурађ је градио српски деспот Ђурађ Бранковић, са више имућних српских породица.
Насеље се развило око манастира и то су били Срби насељеници из Старе Србије.
Манастир је (а са њим и село Бирда) више пута страдао; последња оправка била је 1803. године. Српски етнички карактер места се очувао дуго. Након Првог светског рата манастирска земља је по аграрној реформи подељена сељацима. Ту је 1924. године колонизовано 14 румунских породица из Турде и Сомеша.

## Становништво
Према попису из 2002. године у насељу је живело 250 становника.
| Етнички састав према попису из 2002. године‍ | Етнички састав према попису из 2002. године‍ | Етнички састав према попису из 2002. године‍ | Етнички састав према попису из 2002. године‍ | Етнички састав према попису из 2002. године‍ |
| ------------------------------------------- | ------------------------------------------- | ------------------------------------------- | ------------------------------------------- | ------------------------------------------- |
|                                             |                                             |                                             |                                             |                                             |
| Румуни                                      | Румуни                                      |                                             | 238                                         | 95,2%                                       |
| Срби                                        | Срби                                        |                                             | 8                                           | 3,2%                                        |

На попису становништва из 1900. године насеље је имало 434 становника, а већину су чинили Румуни.
| Етнички састав према попису из 1900. године‍ | Етнички састав према попису из 1900. године‍ | Етнички састав према попису из 1900. године‍ | Етнички састав према попису из 1900. године‍ | Етнички састав према попису из 1900. године‍ |
| ------------------------------------------- | ------------------------------------------- | ------------------------------------------- | ------------------------------------------- | ------------------------------------------- |
|                                             |                                             |                                             |                                             |                                             |
| Румуни                                      | Румуни                                      |                                             | 262                                         | 60,4%                                       |
| Срби                                        | Срби                                        |                                             | 124                                         | 28,6%                                       |
| Мађари                                      | Мађари                                      |                                             | 24                                          | 5,5%                                        |
| Немци                                       | Немци                                       |                                             | 24                                          | 5,5%                                        |